# Mã Ninh
Ma Ning (giản thể: 马宁; phồn thể: 馬寧; bính âm: Mǎ Nìng; sinh ngày 4 tháng 11 năm 1983) là một vận động viên ném lao Trung Quốc. Thành tích tốt nhất của cô là 62.38 mét, đạt được vào tháng 06 năm 2003 ở Thạch Gia Trang. Tại Thế vận hội Mùa hè 2004, cô bị loại ở vòng 1 của thể thức ném lao dành cho nữ.